# نیکولاس والنتینی
نیکولاس والنتینی (انگلیسی: Nicolás Valentini؛ زادهٔ ۶ آوریل ۲۰۰۱) بازیکن فوتبال اهل آرژانتین است.
از باشگاه‌هایی که در آن بازی کرده است می‌توان به باشگاه فوتبال بوکا جونیورز اشاره کرد.
وی همچنین در تیم ملی فوتبال زیر ۲۳ سال آرژانتین بازی کرده است.